# HD 179791
HD 179791，又名BD+05 4081，SAO 124410、HR 7288，是一颗恒星，视星等为6.49，位于銀經40.39，銀緯-2.42，其B1900.0坐标为赤經19h 8m 48.6s，赤緯+5° -2.42′ 44″。